# Сім'я Гамбіно
Злочинна Сім'я Гамбіно — одна з «п'яти сімей», які домінують в організованій злочинності в Нью-Йорку, США, в рамках загальнонаціонального злочинного явища, відомого як американська мафія. Групу, яка пройшла через п'ять босів між 1910 і 1957 роками, назвали на честь Карло Гамбіно, боса сім'ї під час слухань Макклеллана в 1963 році, коли структура організованої злочинності вперше привернула увагу громадськості. Діяльність групи поширюється від Нью-Йорка і східного узбережжя до Каліфорнії. ЇЇ незаконна діяльність охоплює рекет у сфері праці та будівництва, азартні ігри, вимагання, відмивання грошей, проституцію, шахрайство і викрадення.
Сім'я була однією з п'яти сімей, які були засновані в Нью-Йорку після Кастелламмарської війни 1931 року.

## Історія

### Виникнення
Свій початок злочинна сім'я Гамбіно бере із прибулих з Палермо банди мафіозі, на чолі яких стояв Ігнаціо Лупо (англ. Ignazio Lupo). Коли він і його партнер по бізнесу Джузеппе Морелло, були відправлені до в'язниці в 1910 році, Сальваторе Д'Аквіла (англ. Salvatore D'Aquila), один з головних капітанів Лупо, взяв керування банди на себе. Д'Аквіла був впливовим емігрантом з Палермо, який приєднався до банди Лупо, що базується в Східному Гарлемі. Банда Лупо «Mano Nera» (з італійської Чорна рука) була заснована в 1900-х роках і стала однією з перших італійських злочинних угруповань в Нью-Йорку. Ігнаціо Лупо був партнером у багатьох починаннях з Морелло, який був першим італ. Capo dei capi (Бос босів). Як і інші банди, сформовані в Нью-Йорку, вони визнали Морелло своїм босом. У 1906 році ім'я Д'Аквіла вперше з'явилося в записах поліції за шахрайство.
У 1910 році Джузеппе Морелло й Ігнаціо Лупо були засуджені до 30 років тюремного ув'язнення. З ослабленням сім'ї Морелло, д'Аквіла скористався можливістю, щоб встановити панування його власної сім'ї «Палермітані» в Східному Гарлемі. Д'Аквіла швидко використав свої зв'язки з іншими лідерами мафії в Сполучених Штатах, щоб створити мережу впливу та зв'язків, і незабаром став потужною силою в Нью-Йорку.